# Drogoszewo (wieś w województwie podlaskim)
Drogoszewo – wieś w Polsce położona w województwie podlaskim, w powiecie łomżyńskim, w gminie Miastkowo.
Wierni kościoła rzymskokatolickiego należą do parafii Matki Bożej Różańcowej w Miastkowie.

## Historia
Wieś szlachecka położona była w drugiej połowie XVI wieku w powiecie ostrołęckim ziemi łomżyńskiej. W latach 1921 – 1939 wieś leżała w województwie białostockim, w powiecie łomżyńskim, w gminie Miastkowo.
Według Powszechnego Spisu Ludności z 1921 roku wieś zamieszkiwało 239 osób, 236 było wyznania rzymskokatolickiego a 3 mojżeszowego. Jednocześnie 236 mieszkańców zadeklarowało polską przynależność narodową a 3 żydowską. Było tu 28 budynków mieszkalnych. Miejscowość należała do parafii rzymskokatolickiej w m. Miastkowo. Podlegała pod Sąd Grodzki i Okręgowy w Łomży; właściwy urząd pocztowy mieścił się w m. Miastkowo.
W wyniku napaści ZSRR na Polskę we wrześniu 1939 miejscowość znalazła się pod okupacją sowiecką. Od czerwca 1941 roku pod okupacją niemiecką. Od 22 lipca 1941 do 1945 włączona w skład Landkreis Lomscha, Bezirk Bialystok III Rzeszy.
W latach 1954–1959 wieś należała i była siedzibą władz gromady Drogoszewo, po jej zniesieniu w gromadzie Miastkowo. W latach 1975–1998 miejscowość administracyjnie należała do województwa łomżyńskiego.